# Alan Clarke
Alan Clarke, född 28 oktober 1935 i Wallasey, Merseyside, död 24 juli 1990 i London, var en brittisk filmregissör och författare. Han regisserade framförallt för TV men gjorde även spelfilmer. Alan Clarkes filmer var ofta våldsamma och skildrade arbetarklassens och trasproletariatets liv. Efter att ha varit anställd på ITV gick han över till BBC 1969.

## Filmografi (urval)
- Nothing's Ever Over (1968)
- Penda's Fen (1974)
- Diane (1975)
- Scum (1977)
- Revolt (1979))
- Made In Britain (1982)
- Baal (efter Bertolt Brechts drama, 1982)
- Billy the Kid and the Green Baize Vampire (1985)
- Contact (1985)
- Rita, Sue and Bob Too (Rita, Sue - och så Bob!, 1987)
- Christine (1987)
- Road (efter Jim Cartwrights drama, 1987)
- The Firm (Firman, 1988)
- Elephant (1989)